# Keith Jeffery

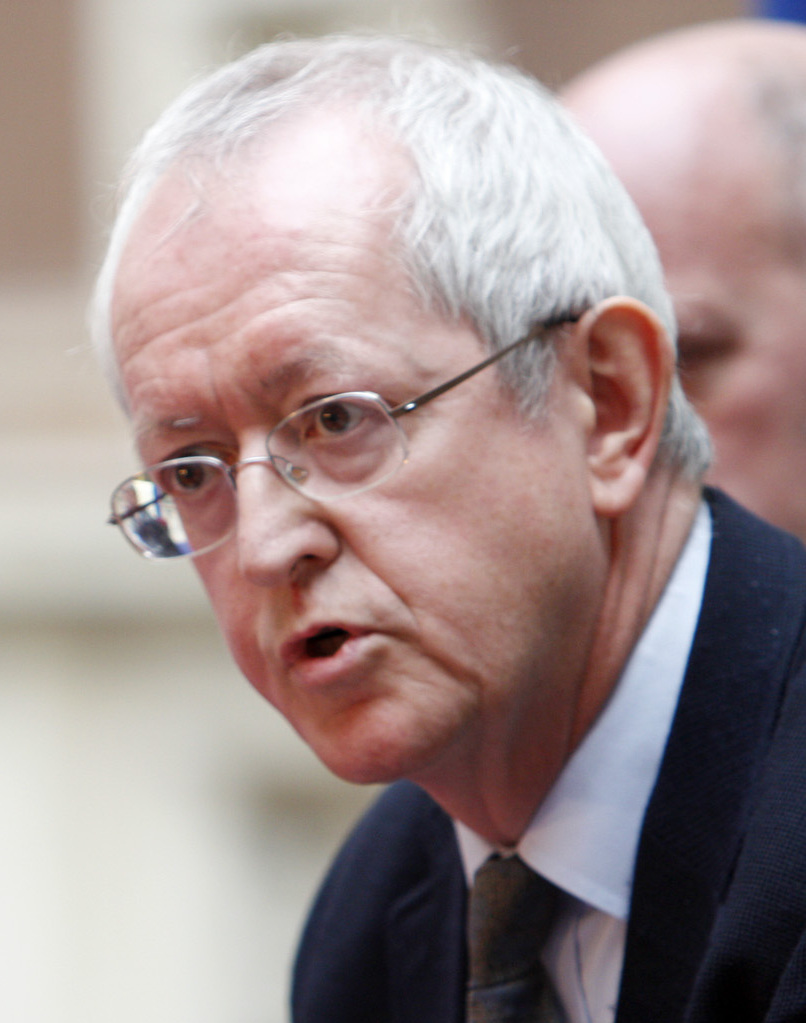
Professor Keith Jeffrey.

Keith John Jeffery (* 11. Januar 1952 in Belfast; † 12. Februar 2016) war ein britischer Militärhistoriker. Sein Forschungsschwerpunkt lag vor allem auf britischer und irischer Militärgeschichte des frühen 20. Jahrhunderts. Des Weiteren ist er Autor des viel beachteten Buchs MI6: The History of the Secret Intelligence Service, 1909–1949 über die Anfänge des Auslandsgeheimdienstes im 20. Jahrhundert.

## Leben
Jeffery wurde 1952 in Belfast geboren, wo sein Vater vice-principal des Methodist College Belfast war. Später besuchte er das Methodist College Belfast und studierte am St John’s College der University of Cambridge. Dort erfolgte auch seine Promotion. Nach seiner Promotion kehrte er 1978 nach Nordirland zurück und begann als Lecturer Geschichte an der Ulster Polytechnic in Jordanstown zu unterrichten. Als diese in der University of Ulster aufging setzte er seine Lehrtätigkeit an der Universität fort. 2005 wechselte er an die Queen’s University Belfast und lehrte dort als Professor für Britische Geschichte. Im Januar 2016 erfolgte seine Emeritierung.
1988 wurde er zusammen mit Ciaran Brady, welcher am Trinity College Dublin unterrichtete, einer der beiden Koherausgeber der Fachzeitschrift Irish Historical Studies. Von 1997 bis 1998 war er Visiting Fellow an der Australian National University und der Australian Defence Academy. 1998 war er im Zuge der Lees Knowles Lectures Lecturer am Trinity College der University of Cambridge. Von 2003 bis 2004 war er Parnell Fellow am Magdalene College der University of Cambridge. 2009 wurde Jeffery zum Mitglied der Royal Irish Academy gewählt.
Im Laufe seiner Karriere erwarb sich Jeffery in seinem Forschungsgebiet den Ruf eines international anerkannten Fachmanns. 2005 erhielt er, nach einem im Rahmen der Irish Conference of Historians am Trinity College Dublin gehaltenen Vortrages zu den Themen Geheimdienst, Staatskunst und Macht, das Angebot ein autorisiertes Buch über die Anfänge des MI6 im frühen 20. Jahrhundert zu schreiben. Von John Scarlett erhielt er dazu Zugang zu den Archiven des Auslandsgeheimdienstes. 2010 erfolgte die Veröffentlichung von MI6: The History of the Secret Intelligence Service, 1909–1949. Das Buch fand weite Beachtung und wurde vielfach gepriesen.
Jeffery war verheiratet und hatte mit seiner Frau, die seine Kommilitonin an der University of Cambridge gewesen war, zwei Söhne. Er starb im Februar 2016 an einer Krebserkrankung.

## Veröffentlichungen (Auswahl)
- The British Army and the Crisis of Empire, 1918–22 (1978)
- mit Peter Hennessy: States of emergency: British governments and strikebreaking since 1919 (1983)
- (Hrsg.): The Divided Province: The Troubles in Northern Ireland, 1969-1985 (1985)
- mit Paul Arthur: Northern Ireland Since 1968 (1988)
- mit T. G. Fraser (Hrsg.): Men, Women and War (1993)
- mit Thomas Bartlett (Hrsg.): A Military History of Ireland (1997)
- Ireland and the Great War (2000)
- Field Marshal Sir Henry Wilson: A Political Soldier (2006, Oxford University Press)
- MI6: The History of the Secret Intelligence Service, 1909–1949 (2010)
- 1916: A Global History (2015)